# Polyplocia vitalisi
Polyplocia vitalisi is een haft uit de familie Euthyplociidae. De wetenschappelijke naam van de soort is voor het eerst geldig gepubliceerd in 1921 door Lestage.
De soort komt voor in het Oriëntaals gebied.